# Sauquillo de Paredes
Sauquillo de Paredes es una localidad española del municipio de Retortillo de Soria, perteneciente a la provincia de Soria, en la comunidad autónoma de Castilla y León.

## Historia
Perteneció, tras la Reconquista, al extenso alfoz de Atienza, y posteriormente al Señorío de Paredes, villa de la que toma el apellido. En el censo de 1787, ordenado por el conde de Floridablanca,  figuraba como lugar  del partido de Sigüenza en la intendencia de Guadalajara,  conocido entonces como Sauquillos. con jurisdicción de señorío y bajo la autoridad del alcalde pedáneo. Contaba entonces con 136 habitantes. Formó parte de la Comunidad de Villa y Tierra de Caracena, 
A la caída del Antiguo Régimen la localidad se constituye en municipio constitucional , en la región de Castilla la Vieja que en el censo de 1842 contaba con 30 hogares y 120 vecinos.
El municipio de Sauquillo de Paredes desapareció en 1966, al fusionarse con los de Retortillo de Soria, Losana, Madruédano, Modamio, Torrevicente y Valvenedizo. Contaba entonces con 17 hogares y 65 habitantes.

## Demografía
| Gráfica de evolución demográfica de Sauquillo de Paredes entre 1842 y 1960 |
| |
| Población de derecho según los censos de población del INE Población de hecho según los censos de población del INEEntre el censo de 1970 y el anterior, este municipio desaparece porque se integra en el municipio 42155 (Retortillo de Soria) |

En el año 1981 contaba con 4 habitantes, concentrados en el núcleo principal, pasando a 3 en 2010, 2 varones y una mujer.
| Gráfica de evolución demográfica de Sauquillo de Paredes entre 2000 y 2010                       |
|                                                                                                  |
| Población de derecho (2000-2010) según los censos de población del INE a 1 de enero de cada año. |